# Club Foot-Ball Challenge
Il Club Foot-Ball Challenge è stato una società calcistica italiana, con sede a Bari.

## Storia
Il Club Foot-Ball Challenge venne fondato nel febbraio 1901 per volontà di un gruppo di studenti della cittadina barese che ebbero la possibilità di conoscere il football durante le soste delle navi inglesi nel porto di Bari.
Per fondazione risulta la prima squadra più antica di Bari, precedendo il Foot-Ball Club Bari (1908), nonché dell'intera regione Puglia, anticipando il Pro Italia Taranto (1904).
L'attività calcistica era limitata a qualche partita dimostrativa contro formazioni locali, il battesimo vero e proprio nell'ambito del football avvenne contro la squadra composta dalla rappresentativa dell'equipaggio del piroscafo inglese Osiris di cui il Corriere delle Puglie ne descrisse luogo e formazione.

## Rosa
| N. |                   | Ruolo | Calciatore  |
| -- | ----------------- | ----- | ----------- |
|    | Italia (bandiera) | P     | Terrevoli   |
|    | Italia (bandiera) | D     | Colangiuli  |
|    | Italia (bandiera) | D     | Cardone     |
|    | Italia (bandiera) | C     | Fabiano     |
|    | Italia (bandiera) | C     | Polese      |
|    | Italia (bandiera) | C     | Milano      |
|    | Italia (bandiera) | A     | Tomasicchio |
|    | Italia (bandiera) | A     | B.Kuhn      |
|    | Italia (bandiera) | A     | C.Kuhn      |
|    | Italia (bandiera) | A     | Illuzzi     |
|    | Italia (bandiera) | A     | Barattelli  |

## Risultati
La cronaca del Corriere delle Puglie di Bari, la prima fonte diretta relativa al match: «Ad iniziativa del Club del Foot-Ball sorto da poco a Bari fra giovani studenti ebbe luogo ieri alle 16 nel Campo San Lorenzo, gentilmente concesso dal generale di divisione, una gara di Foot-Ball tra undici inglesi del piroscafo Osiris ancorato nel porto e undici giovani baresi del suddetto club. Dirigeva la gara il Prof. Giuseppe Pezzarossa, e i partiti erano così formati:»

### Tabellino

#### Incontro Dimostrativo
| Arbitro: | Prof. Giuseppe Pezzarossa |

|   |           |   |
| ? | Marcatori | ? |

| Club Foot-Ball Challenge: |  |             |
|                           |  |             |
| P                         |  | Terrevoli   |
| D                         |  | Colangiuli  |
| D                         |  | Cardone     |
| C                         |  | Fabiano     |
| C                         |  | Polese      |
| C                         |  | Milano      |
| A                         |  | Tomasicchio |
| A                         |  | B.Kuhn      |
| A                         |  | C.Kuhn      |
| A                         |  | Illuzzi     |
| A                         |  | Barattelli  |

| Rappresentativa Inglese Piroscafo Osiris: |  |                |
|                                           |  |                |
| P                                         |  | W.R. Robertson |
| D                                         |  | R.M. Best      |
| D                                         |  | H. Beavis      |
| C                                         |  | W. Bowder      |
| C                                         |  | E.D. Belìa     |
| C                                         |  | Tomlin         |
| A                                         |  | Ross           |
| A                                         |  | Wilson         |
| A                                         |  | Richards       |
| A                                         |  | Schoim         |
| A                                         |  | Dunville       |